# Titularbistum Egnazia Appula
Egnazia Appula ist ein Titularbistum der römisch-katholischen Kirche. Es geht zurück auf ein früheres Bistum der antiken Stadt Gnathia in der süditalienischen Landschaft Apulien, das der Kirchenprovinz Bari angehörte.
| Titularbischöfe von Egnazia Appula |                  |                                         |                 |     |
| Nr.                                | Name             | Amt                                     | von             | bis |
| 1                                  | Nicolas Girasoli | Apostolischer Nuntius Sambia und Malawi | 24. Januar 2006 |     |